# بخش مالدا
بخش مالدا (به انگلیسی: Malda Division) یک منطقهٔ مسکونی در هند است که در بنگال غربی واقع شده‌است. بخش مالدا ۱۴٬۴۱۸ کیلومتر مربع مساحت و ۱۵٬۷۷۳٬۵۵۷ نفر جمعیت دارد.